# Erzherzog-Wilhelm-Genesungs-Marsch
Erzherzog-Wilhelm-Genesungs-Marsch, op. 149, är en marsch av Johann Strauss den yngre. Den spelades första gången den 28 maj 1854 i Ungers Casino i Wien.

## Bakgrund
Den allvarliga koleraepidemin 1854 skonade inte medlemmarna i den kejserliga familjen. I mars, när hela landet förberedde sig för bröllopet mellan de unge kejsaren Frans Josef och prinsessan Elisabeth av Bayern (se valsen Myrthen-Kränze, fick ärkehertig Wilhelm (femte och yngste son till Karl av Österrike-Teschen) blödningar i tarmen vilket var ett resultat av kolera. Rapporter om den allvarliga sjukdomens förlopp publicerades dagligen. Eftersom Wilhelm (i motsats till kejsaren) var mycket populär bland allmänheten var dessa kommunikéer av stort intresse för wienarna. Poeten Ferdinand von Saar uttryckte sitt önskemål om återhämtning i form av en lång, gripande dikt. Efter några veckor återhämtade sig ärkehertigen från sjukdomen.

## Historia
Johann Strauss den yngre tog ärkehertigens födelsedag, som firades den 28 maj i Weilburg i Baden nära Wien, som ett bra tillfälle att komponera sin marsch och för att åter igen manifestera sina sympatier med kejsarfamiljen. Marschen spelades första gången på födelsedagen den 28 maj i Ungers Casino i stadsdelen Hernals i Wien. Omedelbart därefter åkte kompositören själv på en avkopplande semester till Bad Gastein.

## Om marschen
Speltiden är ca 3 minuter och 27 sekunder plus minus några sekunder beroende på dirigentens musikaliska tolkning.

## Weblänkar
- Der Erzherzog Wilhelm Genesungs-Marsch i Naxos-utgåvan.